# Liste der Monuments historiques in Le Chemin
Die Liste der Monuments historiques in Le Chemin führt die Monuments historiques in der französischen Gemeinde Le Chemin auf.

## Liste der Objekte
| Bezeichnung                | Beschreibung                          | Standort                       | Kennzeichnung | Schutzstatus | Datum | Bild |
| -------------------------- | ------------------------------------- | ------------------------------ | ------------- | ------------ | ----- | ---- |
| Skulptur Heiliger Claudius | Holz, farbig gefasst, 17. Jahrhundert | in der Kirche St-Claude (Lage) | PM51002100    | Inscrit      | 1974  |      |
| Skulptur Madonna mit Kind  | Holz, 16. Jahrhundert                 | in der Kirche St-Claude (Lage) | PM51000282    | Classé       | 1975  |      |
| Kruzifix                   | Holz, farbig gefasst, 18. Jahrhundert | in der Kirche St-Claude (Lage) | PM51002099    | Inscrit      | 1974  |      |
| Altarkreuz                 | Kupfer, 17. Jahrhundert               | in der Kirche St-Claude (Lage) | PM51002097    | Inscrit      | 1974  |      |
| Tabernakel                 | Holz, vergoldet, 18. Jahrhundert      | in der Kirche St-Claude (Lage) | PM51002098    | Inscrit      | 1974  |      |